# Южненська сільська рада
Ю́жненська сільська́ ра́да — адміністративно-територіальна одиниця та орган місцевого самоврядування в Ічнянському районі Чернігівської області. Адміністративний центр — село Южне.

## Загальні відомості
- Територія ради: 44,101 км²
- Населення ради: 1 120 осіб (станом на 2001 рік)

Южненська сільська рада зареєстрована 1921 року. Стала однією з 27-ти сільських рад Ічнянського району і одна з 19-ти, яка складається більше, ніж з одного населеного пункту.
На території сільради діє Южненська ЗОШ І-ІІІст. і Южненський ДНЗ.

## Населені пункти
Сільській раді підпорядковані населені пункти:
- с. Южне (920 осіб)
- с. Лисогори (134 особи)
- с. Пролетарське (66 осіб)

## Склад ради
Рада складається з 16 депутатів та голови.
- Голова ради: Котенко Раїса Павлівна
- Секретар ради: Бородій Олексій Миколайович

### Керівний склад попередніх скликань
| Прізвище, ім'я, по батькові | Основні відомості                                                         | Дата обрання | Дата звільнення |
| --------------------------- | ------------------------------------------------------------------------- | ------------ | --------------- |
| Загорулько Надія Іванівна   | Сільський голова, 1951 року народження, член Народної партії              | 26.03.2006   | 31.10.2010      |
| Котенко Раїса Павлівна      | Сільський голова, 1967 року народження, освіта вища, член Народної партії | 31.10.2010   |                 |

Примітка: таблиця складена за даними сайту Верховної Ради України

### Депутати
За результатами місцевих виборів 2010 року депутатами ради стали:

#### За суб'єктами висування
| Суб'єкт висування | Кількість обраних депутатів | %  |
| ----------------- | --------------------------- | -- |
| Партія регіонів   | 12                          | 75 |
| Самовисування     | 4                           | 25 |

#### За округами
| № округу        | Прізвище, ім'я, по батькові   | Дата визнання обраним | Освіта  | Партійна приналежність                        | Відомості про обраного депутата                       |
| --------------- | ----------------------------- | --------------------- | ------- | --------------------------------------------- | ----------------------------------------------------- |
| Партія регіонів |                               |                       |         |                                               |                                                       |
| 1               | Васюра Микола Андрійович      | 03.11.2010            | середня | позапартійний                                 | фельдшерсько-акушерський пункт с. Южне, завідувач ФАП |
| 3               | Іценко Олена Леонідівна       | 03.11.2010            | вища    | позапартійна                                  | ПСП «Фортуна», голова ревкомісії                      |
| 4               | Куценко Катерина Миколаївна   | 03.11.2010            | вища    | член Партії регіонів                          | ПСП «Фортуна», бухгалтер                              |
| 5               | Захарченко Сергій Петрович    | 03.11.2010            | середня | член Партії регіонів                          | Южненська церква, служитель церкви                    |
| 6               | Бородій Олена Володимирівна   | 03.11.2010            | середня | позапартійна                                  | Южненський дитсадок, завідувачка ДНЗ                  |
| 7               | Матраєва Наталія Петрівна     | 03.11.2010            | вища    | позапартійна                                  | ПСП «Фортуна», зам. Головного бухгалтера              |
| 8               | Бурбурський Сергій Михайлович | 03.11.2010            | середня | позапартійний                                 | ПП «Бурбурський», приватний підприємець               |
| 10              | Шкуліпа Ольга Іванівна        | 03.11.2010            | вища    | позапартійна                                  | ПСП «Фортуна», фінансовий директор                    |
| 11              | Загорулько Наталія Вікторівна | 03.11.2010            | середня | член Партії регіонів                          | ПСП «Фортуна», медсестра стац. Відділку               |
| 12              | Шкуліпа Ніна Григорівна       | 03.11.2010            | вища    | позапартійна                                  | ПСП «Фортуна», секретар                               |
| 14              | Копил Ольга Григорівна        | 03.11.2010            | середня | член Партії регіонів                          | ПСП «Фортуна», завідувачка кафе «Клен»                |
| 16              | Мандровська Лідія Вікторівна  | 03.11.2010            | середня | позапартійна                                  | Магазин «Браво», продавець                            |
| Самовисування   |                               |                       |         |                                               |                                                       |
| 2               | Бородій Олексій Миколайович   | 03.11.2010            | середня | член Всеукраїнського об'єднання «Батьківщина» | тимчасово не працює                                   |
| 9               | Коцур Наталія Григорівна      | 03.11.2010            | середня | позапартійна                                  | ПП «Булига», продавець                                |
| 13              | Мірошник Сергій Вікторович    | 03.11.2010            | середня | позапартійний                                 | тимчасово не працює                                   |
| 15              | Андрієнко Василь Іванович     | 03.11.2010            | середня | позапартійний                                 | ПСП «Фортуна», оператор очисних машин                 |